# Wilm Dedeke

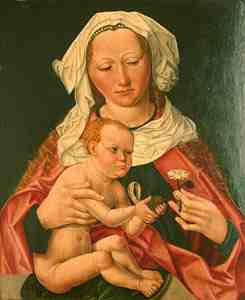
Madonna z dzieciątkiem, (ok. 1500)

Wilm Dedeke (ur. 1460 w Lubece, zm. 1528 w Hamburgu) – niemiecki malarz tworzący w późnym stylu gotyckim.
W 1496 roku brał udział w wykonaniu ołtarza w klasztorze w Lubece. W 1499 roku prawdopodobnie poślubił kobietę, która była poprzednio żoną Hansa Bornemanna, Hinrika Funhofa i Absalona Stumme, przejmując przy tym ich pracownię. 
Absalon Stumme oraz syn jego żony Hinrik Bornemann zmarli w tym samym roku, a Dedeke dokończył rozpoczęty przez nich ołtarz w starej Katedrze Mariackiej w Hamburgu.
W 1500 roku został przyjęty do hamburskiej gildii malarzy, dwa lata później zostając mistrzem.